# Sun Grid Engine
Sun Grid Engine (SGE) è un progetto software open source supportato da Sun Microsystems teso a realizzare un sistema grid cioè per la distribuzione dei processi nei computer cluster. Il progetto permette di allocare risorse come, processori, memoria, spazio su disco, a programmi funzionanti in modalità batch.
Le principali caratteristiche di SGE sono:
- Algoritmo di scheduling avanzato
- Gestione dei Cluster
- Gestione della ridondanza
- Gestione di Jobs in gruppi
- DRMAA (Job API)
- Prenotazione di risorse
- Gestione e statistiche dei processi, dei job degli utenti

Diversi programmi aggiuntivi sono disponibili, come:
- Portale per la gestione del motore Grid
- Trasferimento delle code di lavoro tramite globus (TOG)
- Gestione dei lavori gerarchica (JOSH)

SGE distingue gli host in 4 categorie:
- Submit Hosts, computer da cui possono essere inviati i processi;
- Execution Hosts, che costituiscono i nodi computativi;
- Administration Hosts, che gestiscono i privilegi e le utenze;
- Queue Hosts, che gestiscono le code dei processi.

Tipicamente i ruoli amministrativi e di gestione delle code sono centralizzati su un unico elaboratore dotato di due interfacce ethernet, la prima connessa alla rete (tipicamente giga ethernet) dei nodi computativi e la seconda sulla Lan su cui sono connessi gli elaboratori che inoltrano i processi (submit hosts).
SGE è distribuito con licenza open source, ma esistono anche pacchetti commerciali curati dalla Sun.
SGE può essere utilizzata su molte piattaforme, tra le quali:
- AIX
- BSD - FreeBSD, NetBSD, OpenBSD
- HP-UX
- IRIX
- Linux
- macOS
- Solaris
- SUPER-UX
- Tru64
- z/OS (in sviluppo)

La nuova versione di SGE (6.0u4) ha aggiunto il supporto di Windows.